# Vegar Eggen Hedenstad
Vegar Eggen Hedenstad est un footballeur norvégien, né le 26 juin 1991 à Elverum. Il évolue au poste de défenseur central au Vålerenga Fotball.

## Biographie
Vegar Eggen Hedestad est né à Elverum en Norvège où il commencera sa carrière professionnelle en troisième division. À l'âge de 14 ans, il est le plus jeune joueur à commencer une carrière professionnelle. 
Le 17 juillet 2012, il signe un contrat de 4 ans avec le club allemand SC Fribourg et deviendra le deuxième joueur d'Elverum à évoluer en Bundesliga après Terje Olsen qui a joué au Bayer Leverkusen dans les années 1980. 
Le 4 juillet 2014, il est prêté pour une durée de un an au club allemand Eintracht Brunswick.

## Palmarès
- Stabæk Fotball
  - Champion de Norvège en 2008.

## Statistiques
| Saison    | Club           | Pays        | Championnat        | Coupes nationales | Coupes d'Europe        | Norvège  |
| --------- | -------------- | ----------- | ------------------ | ----------------- | ---------------------- | -------- |
| 2008      | Stabæk Fotball | Tippeligaen | ?                  | ?                 | -                      | -        |
| 2009      | Stabæk Fotball | Tippeligaen | 22 matchs / 1 but  | ?                 | 4 + 2 matchs (C1 + C3) | -        |
| 2010      | Stabæk Fotball | Tippeligaen | 27 matchs / 1 but  | ?                 | 2 matchs (C3)          | -        |
| 2011      | Stabæk Fotball | Tippeligaen | 28 matchs / 2 buts | ?                 | -                      | -        |
| 2012      | Stabæk Fotball | Tippeligaen | 14 matchs / 2 buts | 3 matchs          | 2 matchs (C3)          | 2 matchs |
| 2012-2013 | SC Fribourg    | Bundesliga  | 16 matchs          | 4 matchs          | -                      | -        |

Dernière mise à jour le 19 mai 2013